# Cour d'appel de l'Ontario
La Cour d'appel de l'Ontario (en anglais : Court of Appeal for Ontario ou Ontario Court of Appeal) est le plus haut tribunal de la province de l'Ontario. Les appels de ses décisions sont entendus devant la Cour suprême du Canada. La Cour d'appel de l'Ontario a son siège dans le bâtiment historique Osgoode Hall, dans le centre de Toronto. 
La cour est composée de 24 juges qui entendent plus de 1 500 appels chaque année sur des questions de droit privé, de droit constitutionnel, de droit criminel, de droit administratif, entre autres. Théoriquement les cas entendus par la Cour d'appel de l'Ontario peuvent aller jusqu'à la Cour suprême du Canada, mais dans la grande majorité des cas, ils ne vont pas plus loin. Moins de deux pour cent des décisions de la Cour sont entendues par la Cour suprême du Canada, de sorte que la Cour d’appel représente donc, dans la plupart des cas, le dernier recours dans la province. 
Parmi les décisions les plus connues de la Cour d'appel figure la décision qui a mené à la légalisation du mariage entre personnes de même sexe en Ontario, en 2003.
La cour tire son autorité de la Loi sur les tribunaux judiciaires.

## Juges actuels
| Poste                             | Nom                 | nommé           |
| --------------------------------- | ------------------- | --------------- |
| Juge en chef de l'Ontario         | Warren Winkler      | 1er juin 2007   |
| Juge en chef adjoint de l'Ontario | Dennis O'Connor     | 1998/2001       |
| Juge                              | Robert P. Armstrong | 25 janvier 2002 |
| Juge                              | Robert A. Blair     | 5 novembre 2003 |
| Juge                              | Stephen Borins      | 1997            |
| Juge                              | James J. Carthy     |                 |
| Juge                              | Eleanore A. Cronk   | 31 juillet 2001 |
| Juge                              | David H. Doherty    | 11 juin 1998    |
| Juge                              | Gloria J. Epstein   | 12 octobre 2007 |
| Juge                              | Kathryn N. Feldman  |                 |
| Juge                              | Eileen E. Gillese   | 2002            |
| Juge                              | Stephen T. Goudge   |                 |
| Juge                              | Russell G. Juriansz | 12 mars 2004    |
| Juge                              | Harry S. Laforme    | Novembre 2004   |
| Juge                              | Susan E. Lang       | 2004            |
| Juge                              | John I. Laskin      | Janvier 1994    |
| Juge                              | Jean L. MacFarland  |                 |
| Juge                              | James C. MacPherson | 1999            |
| Juge                              | Michael J. Moldaver | Décembre 1995   |
| Juge                              | Marc Rosenberg      | Décembre 1995   |
| Juge                              | Paul Rouleau        |                 |
| Juge                              | Robert J. Sharpe    | 1999            |
| Juge                              | Janet M. Simmons    | août 2000       |
| Juge                              | David Watt          | 12 octobre 2007 |
| Juge                              | Karen M. Weiler     | 12 mars 1992    |

## Anciens juges
- Louise Arbour (1990 - 1999)
- Bora Laskin (1965 - 1970)
- John Hawkins Hagarty (1856-1897)

## Juges en chef du Haut-Canada
- William Osgoode 1794–1801
- Henry Allcock 1802-1806
- Thomas Scott 1806-1816
- William Dummer Powell 1816-1825
- William Campbell 1825-1829
- Sir John Beverley Robinson 1829-1862
- William Henry Draper 1863-1867